# Мецетій

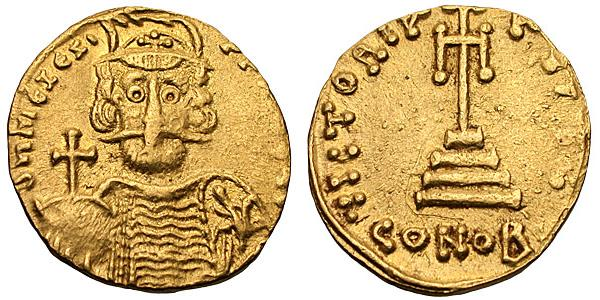
Солідус Мецетія

Мецетій (грец. Μιζίζιος, лат. Mezezius) — 668/669 в Сицилії — був візантійським узурпатром влади і проголошений імператором в Сицилії у 668 році.
Належав до нахарарського вірменського роду Гнуні. Праонук марзпана Мжежа I Гнуні. При народженні отримав ім'я Мжеж. При переході на візантійську службу став зватися Мізізій, що в латинському варіанті стало Мецетій (Мецеций). У листі папи римського Григорія II імператору Леву III називається Мецетій «Comes des Opsikion». Очевидно він був командиром охорони імператора Константа II. Сирійська хроніка 1234 року називає його також патрицієм.
Міціцій, або як викарбувано на монетах Мецетій, походив з Вірменії. Після вбивства Константа II у 668 році висунутий на імператора. Однак вже декілька місяців пізніше його було вбито за наказом нового імператора Костянтина IV. Згідно з тим же листом папи римського Григорія II імператору Леву III до повстання Мецетія спонукали єпископи, які вважали Константа II єретиком.
Однак чи Костянтин IV сам прийшов на Сицилію щоб поквитатися з узурпатором, як стверджують певні джерела, чи придушене повстання було силами лояльних військ, неможливо встановити. Більшість дослідників стверджує особисту присутність імператора. У всякому випадку повстання тривало сім місяців. Після знищення Міціція його син Йоан і надалі проживав на Сицилії.